# Roberto Castellano
Roberto Castellano, detto Chaste (Roma, 24 luglio 1958), è un ex cestista e allenatore di pallacanestro italiano.

## Carriera

### Giocatore
Ha formato, insieme ai compagni di squadra Fulvio Polesello, Enrico Gilardi e Stefano Sbarra, l'ossatura locale del Banco Roma degli anni d'oro, quella che permise di identificare la squadra con la città e i tifosi, aprendo un ciclo di vittorie mai più tornato sotto l'ombra del Cupolone.
Una volta fuori dalla squadra, preferì rimanere nei lidi romani piuttosto che tentare avventure in altri porti, scendendo in Serie B al Master V Roma e portandolo alla promozione in A2. Nel 1986-1987 fu miglior marcatore della Serie B d'Eccellenza con la Montesacro Roma, con 30,7 punti di media.
Nel 1989, con l'entrata in società del gruppo Ferruzzi, Castellano fu scelto, assieme alla vecchia bandiera Enrico Gilardi, per far parte ancora una volta della rosa della squadra. Ciò gli permise di spendere gli ultimi sgoccioli di carriera sui parquet di Serie A, e nuovamente da protagonista.

### Dopo il ritiro
È colui che ha consegnato al basket italiano uno dei suoi giocatori più rappresentativi, il "Mago" Andrea Bargnani, ex-giocatore della squadra romana Sam Basket Roma, selezionato come prima scelta al DRAFT NBA del 2009. Anche Giuliano Maresca, anch'esso romano e talento emergente alla Benetton Treviso, passato poi ad altre squadre e convocato in nazionale è cresciuto sotto la sua direzione. Anche altri cestisti di fama nazionale tra cui Emiliano Benini , Andrea Iannilli, Stefano Spizzichini, Gabriele Spizzichini, Fiorello Toppo, Luca Campogrande sono solo alcuni dei giocatori cresciuti da Roberto.
Ancora oggi Castellano lavora nell'ambito della pallacanestro giovanile curando il vivaio della Scuola Basket Roma, un'importante società capitolina. È presidente della società romana Scuola Basket Roma, la cui prima squadra milita da molti anni nei campionati nazionali e regionali.
Fa parte dell'Opus Dei e collabora col centro Elis di Roma.

## Palmarès
- Campionato italiano: 1

Virtus Roma: 1982-83